# Horst Krause
Horst Krause (ur. 18 grudnia 1941 w Bönhof) – niemiecki aktor filmowy, telewizyjny i teatralny, znany z roli komisarza Krause w serialu Polizeiruf 110. 
Laureat Niemieckiej Nagrody Filmowej oraz nagrody dla najlepszego aktora na Międzynarodowym Festiwalu Filmowym w Sztokholmie.

## Życiorys
Urodził się w rolniczej rodzinie w Prusach Wschodnich. W 1947 roku wraz z rodziną został wysiedlony do Niemiec, gdzie następnie osiadł w Ludwigsfelde w Brandenburgii. Kształcił się w zawodzie ślusarza i znalazł zatrudnienie w państwowym przedsiębiorstwie agrotechnicznym VEB Traktorenwerk Brandenburg. 
W latach 1964–1967 kształcił się na Staatliche Schauspielschule w berlińskiej dzielnicy Schöneweide. Debiutował w 1967 roku na deskach Mecklenburgisches Landestheater w Parchim. Od 1969 roku występował w teatrze w Chemnitz, a następnie do 1994 w drezdeńskim teatrze miejskim. W latach 70. Krause rozpoczął występy w produkcjach telewizyjnych. W kinie zadebiutował w 1981 roku w komedii Asta, mein Engelchen. 
Przełomem w jego karierze filmowej był rola u boku Joachima Króla w komedii Wir können auch anders … z roku 1993, za którą otrzymał Niemiecką Nagrodę Filmową. W 1999 roku rozpoczął odgrywanie roli komisarza policji Krause w serialu kryminalnym Polizeiruf 110. Od 2015 roku występuje w roli głównej w serialu komediowym Krüger na antenie Das Erste. 
Mieszka w berlińskiej dzielnicy Moabit. Odznaczony Orderem Zasługi Brandenburgii (2012).

## Filmografia (wybór)
- 1978: Mężczyzna w peruce jako żandarm Schmieder
- 1981: Asta, mein Engelchen
- 1988: Treffen in Travers jako strażnik
- 1990–1991: Spreewaldfamilie jako Dieter
- 1993: Wir können auch anders... jako Most
- 1996: Rosemarie jako Willi
- 1998: Die Bubi Scholz Story jak trener Fritz
- 2000: Zamek Gripsholm jako konsul
- 2004: Słoneczna Ibiza jako Hugo
- 2006: Unter den Linden jako Olearius
- 2010: Berlin, Boxagener Platz jako Winkler
- 2014: Krauses Geheimnis jako komisarz Krause
- 2017: Krügers Odyssee jako Paul Krüger
- 2019: Krauses Hoffnung jako komisarz Krause
- 2021: Krauses Zukunft jako komisarz Krause
- 2022: Krauses Weihnacht jako komisarz Krause